# جواز السفر المولدافي
تصدر جوازات السفر المولدوفية لمواطني مولدوفا لغرض السفر الدولي. يتم إصدار الجواز من قبل مؤسسة ومركز موارد المعلومات المولدوفية. صلاحية جواز السفر 7 سنوات. أما للأطفال الذين تقل أعمارهم عن 7 سنوات صلاحية جواز السفر هي 4 سنوات. منذ 1 يناير 2006، مواطني مولدوفا لديهم امكانية حمل جوازي سفر في وقت واحد ولكي يتم هذا الامر عليهم اقرار طلب خطي وتقديمة إلى مكتب جوازات السفر.
صدر أول جواز سفر إلكتروني في مولدوفا في 1 يناير 2006. مولدوفا أصبحت تصدر جواز سفر إلكتروني اعتبارا من 1 يناير 2011، وتكلفه الجواز الراهن 850 ليو مولدوفي (39 يورو).

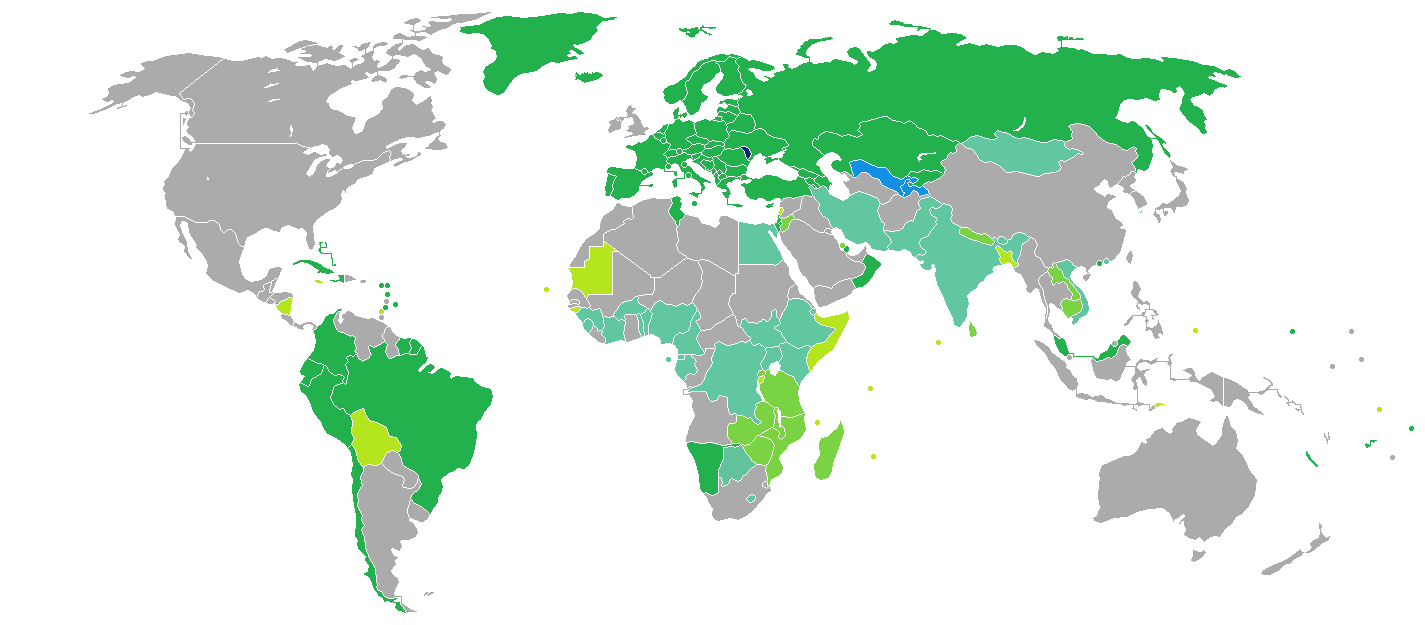
البلدان والأقاليم التي لا تفرض تأشيرة أو تطلب تأشيرة دخول عند الوصول للجهة، لحاملي جواز سفر المولدافي.

## معرض صور

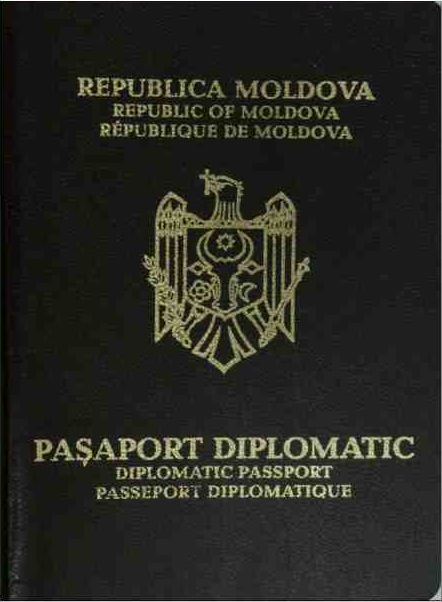
جواز سفر مولدوفا الدبلوماسي 1995
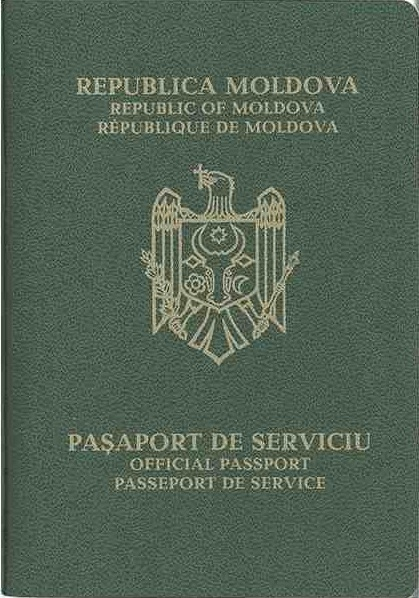
جواز سفر مولدوفا الرسمي 1995
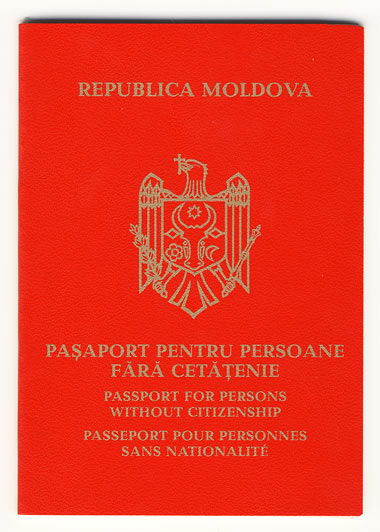
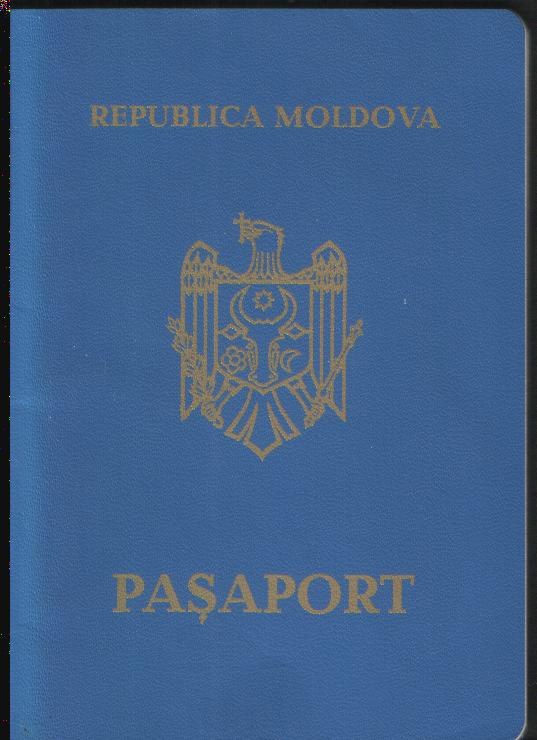
جواز سفر مولدوفا 1995 (السلسلة أ)
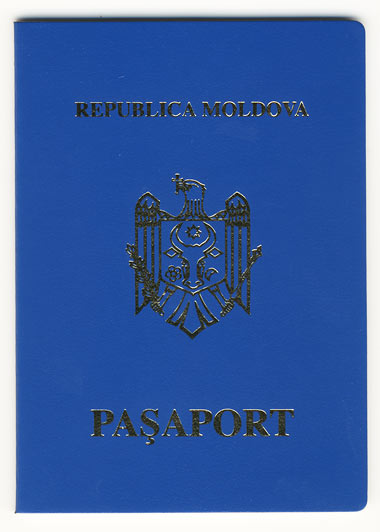
جواز سفر مولدوفا 2009 (السلسلة ب)